# Tissa (Marroc)
Tissa (àrab: تيسة, Tīssa; amazic estàndard marroquí: ⵜⵉⵙⵙⴰ, Tissa) és un municipi de la província de Taounate, a la regió de Fes-Meknès, al Marroc. Segons el cens de 2014 tenia una població total de 11.195 persones. La zona presenta un important diapir d'halita.